# Xylotheca
Xylotheca là chi thực vật có hoa trong họ Achariaceae.

## Loài
- Xylotheca capreifolia (Baker) Gilg
- Xylotheca kraussiana Hochst.
- Xylotheca longipes (Gilg) Gilg
- Xylotheca tettensis (Klotzsch) Gilg

## Hình ảnh

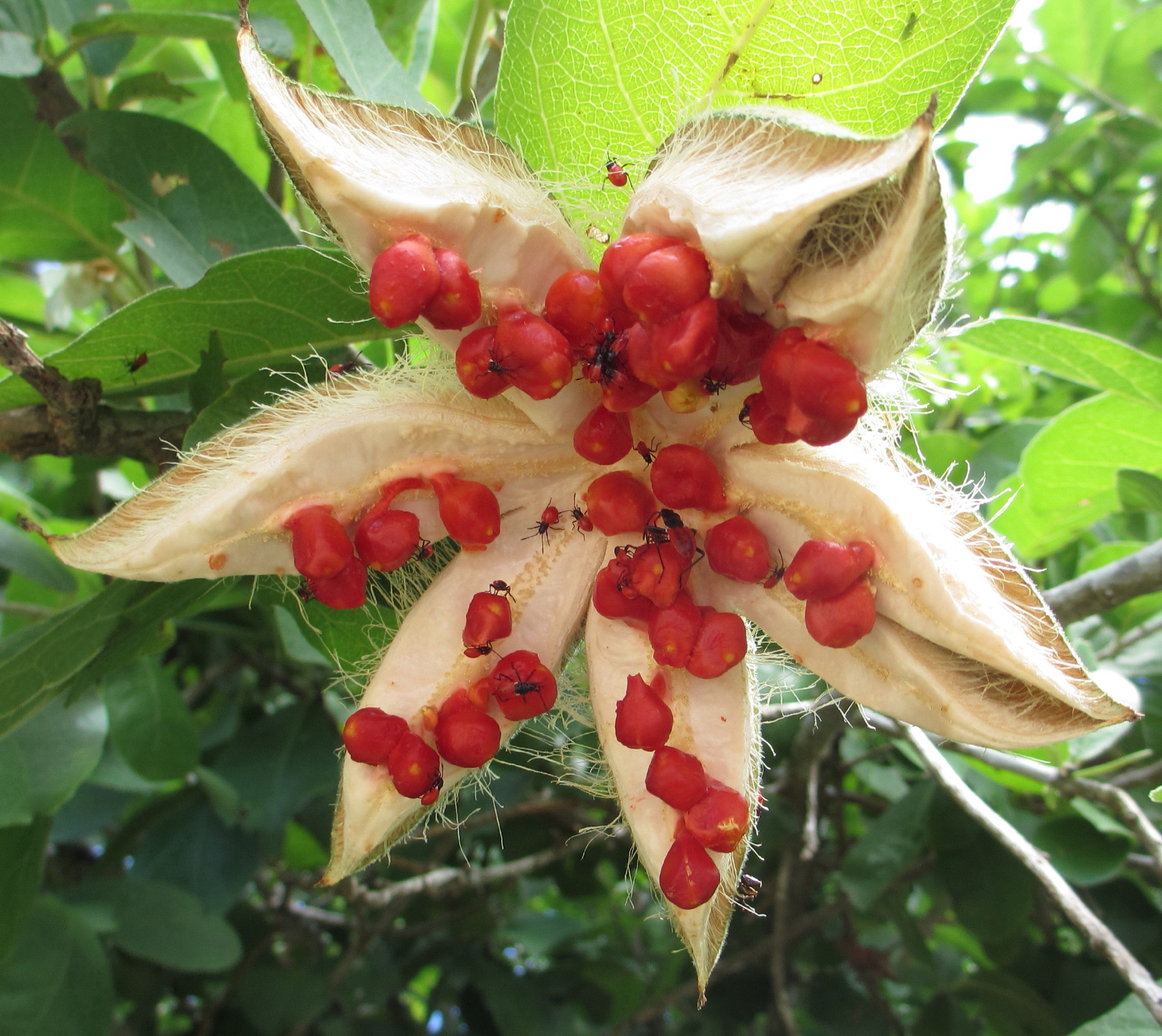
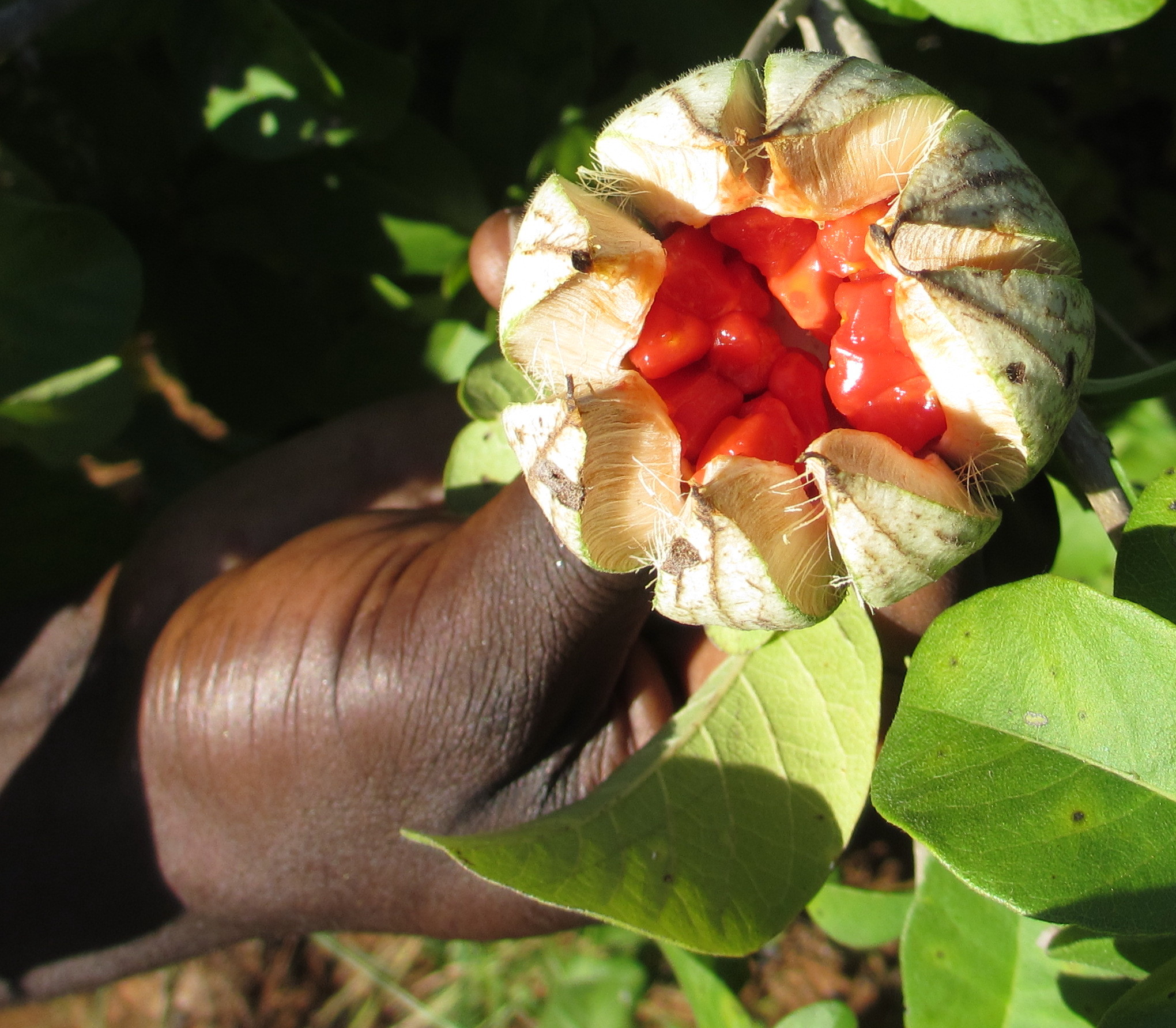
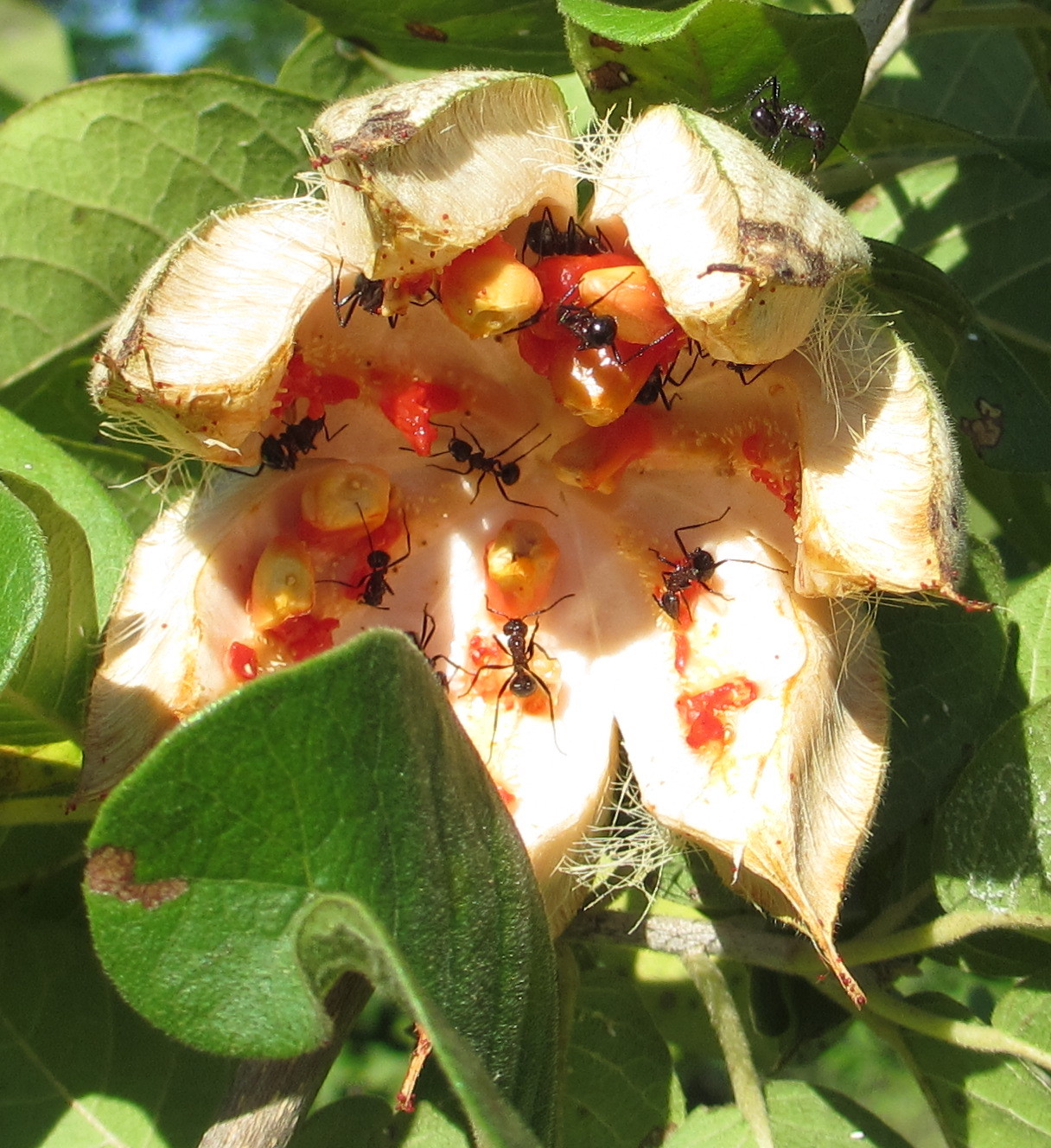